# 주석 (가수)
주석 (본명: 박주석, 1978년 10월 30일 ~ )은 대한민국 서울시 출생이며, 래퍼이다. 과거 마스터플랜과 원오원 엔터테인먼트. Finest Records의 소속이었으며 현재는 KMG (Korea Music Group) 소속이다. 학력은 건국대학교 인문학부 휴학이다.

## 생애

### 초창기
서울특별시에서 태어난 주석은, 고등학교 시절 외국에서 살다 온 친구를 통해 힙합을 접하게 되고 빠져들게 되었다. 그리고 동시에 무명인 자신에게 누군가가 음악을 줄 리 없다는 생각에 스스로 음악을 만들게 되었고, 이를 기반으로 BLEX에서 인지도를 높이면서 부시삽의 자리에 오르게 되었다. 그의 데뷔는 1997년 클럽 MP에서 'Warren'이란 이름으로 치러졌다. Under Blades Crew, 'M.I.C.' 등의 크루의 멤버이기도 했던 그는, 당시 솔로가 아니라 'Blexman'과 함께 'Da Real'이라는 팀으로 활동하였는데, 이 팀은 짧은 활동 후 Blexman이 음악을 그만두면서 해체되었다. 주석은 가리온과 'Outrhymez'라는 팀으로 아주 짧은 활동 후 잠시 솔로 활동을 하다가 A.Jay와 다시 Da Real 2기를 조직하였으나, 이 역시 얼마 가지 않아 해체하였다. 두 번의 팀 해체 끝에 주석은 "내가 누구지?"라는 곡을 발표하면서 솔로 활동을 본격적으로 시작하였다.
활발한 그의 활동은 대한민국 앨범 참여를 통해 더욱 불이 붙었고, 결국 클럽 MP의 "4천왕"이라는 별명으로 불리는 자리에 올랐다. 또 그는 홍콩의 DJ인 DJ Tommy의 앨범에 참여, 가리온과 함께 외국 힙합 앨범에 참여한 최초의 대한민국 힙합 음악가가 되었다. 이 여세를 몰아 EP를 발표한 그는, 이와 함께 '대역전 프로덕션'이라는 프로덕션 팀을 결성하였고, 822 크루가 결성되어 세력을 뻗치기도 하였다. 그러나 822 크루는 주석과 Leo Kekoa 간의 불화로 인하여 2001년에 해체되고 말았다. 이런 시련을 겪은 후에도 주석은 작업에 박차를 가해 정규 1집을 발표하였다. 이 앨범은 또 그가 처음으로 오버그라운드에 진출하게 된 계기가 되었다.

### 앨범 발표
2002년 클럽 MP가 레이블로 변모한 후에도 MP와 계약을 맺어 MP 소속으로 남은 주석은, 'Blood Brovas INC.'라는 자신의 단체를 만들어, Square, Schedule-1, QJ 등의 아티스트와 잦은 교류를 하였다. 그가 발표한 두 번째 앨범은, 일본 아티스트 Zeebra, Maccho 뿐만 아니라 오스트레일리아의 래퍼 Weapon-X와의 콜라보도 담겨 있어 화제가 되었다. 두 번째 앨범부터 이전의 언더그라운드 성향이 짙은 사운드에서 벗어나기 시작한 그는, 세 번째 앨범에 와서 메인스트림적인 프로듀싱 스타일을 완성한다. 이는 이전의 스타일로 주석을 좋아하던 매니아들에게는 달갑지 않은 변화였으므로, 좋은 반응만을 얻지는 못하였다. 하지만 이 스타일은 그의 네 번째 앨범에도 그대로 이어져 지금은 주석의 고유 스타일이 되었다.
2005년에는 'Finest Records'라는 작은 레이블을 세우고, Mighty Mouth라는 그룹을 서포트하던 주석은, 그때까지만 해도 Master Plan의 멤버였으나, 2007년 결국 MP에서 나오게 되었다. 나오기 직전 그는 Finest Records를 정리하고 Mighty Mouth와 함께 101 Entertainment와 계약하였다. 한편 산업기능요원으로 게임 업체에서 군 복무를 한 주석은, 복무 중 Free Style 제작에 음악 담당으로 참여, 타이틀곡 "Neva Lose"를 제작하였으며, 타이틀곡을 일본어로 다시 작사하여 일본 등지에 게임을 수출하는 데 공헌하기도 하였다.

### 군 제대 후
2008년에 군 복무를 마친 그는 Mighty Mouth를 성공적으로 데뷔시킨 후 자신의 앨범 제작에 돌입하였다. 2010년에야 이 앨범은 2년의 시간을 거쳐 7월에 발표되었으며, 트위터를 통해 그의 컴백은 7월 15일 케이블 방송을 통해 이루어질 것이라는 게 알려진 바 있었다. 7월 14일 앨범 발매 후 그는 Pop & Drop을 타이틀 곡으로 활동하였으나, 매니아들은 완전히 변한 그의 스타일에 대해 싸늘한 반응을 보였다.
현재 그는 다음 앨범 준비 중이며, 첫 싱글 Sun & Star가 12월 28일 발표되었다. 2012년 3월에는 STi가 주도했던 시리즈 작업물 RH-에 〈이방인〉으로 보컬 Nu Soul과 함께 참여하였으며, 5월에는 이현도와 함께 XTM의 데일리 베이스볼 쇼 Wanna B의 주제가인 I Wanna Be를 발표하는 한편, 자신이 직접 기획한 단체 공연 The Finest vol.1을 주최하였다. 6월에는 엠넷에서 기획한 오디션 프로그램 《쇼미더머니》의 출연자로 합류하면서 다시 모습을 드러냈다. 여기에서 주석은 최종 라운드까지 진출하였다.
2013년에는 과거에 설립하여 잠시 이끌었던 Finest Records를 다시 창립하였으며, 창립 멤버로는 진돗개, Mayson the Soul 등이 포함되었다. 4월 발표된 디지털 싱글 One Way Ticket에는 이 세 명이 모두 참여하였다. 2013년 11월에는 All That의 EP Iced Tea의 타이틀곡에, 2014년 1월에는 컴필레이션 음반인 Sound Providers of Korea에 〈먼지〉라는 곡으로 참여하였다. 이어 3월 1일에는 Finest Records 창립 1주년을 기념하며 Huckleberry P와 함께 한 “텅빈 의자”를 무료로 공개하였으며,3월 7일에는 새로이 영입된 래퍼 쿠드(Cood)가 참여한 레이블 단체곡 “A.O.O.D (All Of Our Dreams)”를 발표하였다.이어 3월 11일에는 앤드류 최와 함께 한 싱글 "Green Light"를 발표하였다. 이후에도 몇 차례 싱글을 발표하였으며, 2016년 4월 11일에는 과거 마스터플랜 시절부터 인연이 있었던 수파사이즈와 문샤인 등이 소속된 KMG (Korea Music Group)과 전속계약을 체결하였다.
2019년 5월 25일, 모 기업의 사원인 김 모씨와 4년만의 교제 끝에 결혼식을 올렸다.

## 대표곡
- 〈내가 누구지?〉 - 솔로 데뷔곡. BLEX 두 번째 컴필레이션 앨범에 수록.
- 〈정상을 향한 독주 (It's My Turn)〉 - Ill Skillz 참여. 2000 대한민국 앨범 수록.
- 〈배수의 진〉 - MP Hiphop Project 2000 초 앨범 수록.
- 〈파괴의 미학〉 - DJ Krush의 팀인 Ryu 참여. EP "Only the Strong Survive" 수록.
- Lastman Standing - 첫 오버그라운드 데뷔곡. 1집 첫 타이틀곡.
- 4 Life - 유리 참여. 1집 후속곡.
- 〈무한대〉 - Ash 참여. 2집 타이틀곡.
- 〈싫거나 혹은 좋거나 (Love Me, Hate Me)〉 - Square, QJ 참여. 2집 후속곡.
- 〈정상을 향한 독주 2〉 - D.O.의 프로듀싱. 김범수 참여. 실제 라이브 무대에서는 QJ가 보컬을 담당. 3집 타이틀곡.
- Sunshine - 이소은 참여. 3집 후속곡 (뮤직비디오로만 활동). 주석의 첫 번째 사랑 노래.
- Okay - Young GM, Fractal, 빈우 참여. 3집 후속곡.
- Neva Lose - 온라인 게임 "Free Style" 주제곡. 237 참여. 발표 이후 4집의 보너스 트랙으로 수록.
- 〈힙합뮤직〉 - 임정희 참여. 4집 타이틀곡.
- 〈하루종일〉 - 태완 참여. 4집 후속곡.
- Pop & Drop - Fatman Scoop 참여. 5집 타이틀곡.
- 〈이방인〉 - NuSoul 참여. RH- 컴필레이션 참여곡.
- 〈난 널 잊었어〉 - 에일리 참여. 5.5집 타이틀곡.

## 디스코그래피

### 솔로 앨범
- 2000년 11월 EP Only the Strong Survive
- 2001년 9월 17일 LP Beatz 4 da Streetz
- 2002년 7월 15일 LP Welcome to the Infected Area
- 2003년 11월 18일 LP Superior vol.1 - This Iz My Life
- 2005년 8월 3일 LP Superior vol.2 - Seoul City's Finest
- 2010년 7월 14일 LP All or Nothing
- 2011년 12월 28일 디지털 싱글 Sun & Star
- 2012년 3월 7일 디지털 싱글 `RH- 13th: 이방인`
- 2012년 5월 11일 디지털 싱글 I Wanna B
- 2012년 12월 14일 EP 5 Point 5
- 2013년 4월 24일 디지털 싱글 One Way Ticket
- 2014년 3월 11일 디지털 싱글 Green Light
- 2014년 10월 30일 디지털 싱글 Birthday
- 2015년 4월 30일 디지털 싱글 Floatin' ~The Best day of my Life~
- 2015년 11월 12일 디지털 싱글 신발끈
- 2016년 7월 11일 디지털 싱글 PROPERTY
- 2016년 8월 10일 디지털 싱글 Lincoln
- 2016년 11월 19일 디지털 싱글 I Kno
- 2018년 2월 8일 디지털 싱글 Turn Around
- 2018년 5월 25일 디지털 싱글 Sky So Blue
- 2019년 2월 16일 디지털 싱글 Batman&Robin
- 2019년 3월 15일 디지털 싱글 Home
- 2020년 1월 28일 디지털 싱글 Own Life
- 2020년 3월 30일 디지털 싱글 About Love
- 2020년 4월 25일 디지털 싱글 내일은
- 2021년 10월 26일 디지털 싱글 New Neva Lose

### 합작 앨범
- 2013년 8월 30일 디지털 싱글 주석 & Shorry J - 《귓방망이 Presents 'Fly Wit U'》

## 기타 활동
- Nike 글로벌 캠페인 "Flow" 참여
- EA 스포츠 게임 Need for Speed 시리즈의 공동 프로모션 파트너
- 2004년 Puma와 앨범, 라이브 공연 This Iz My Live 공동 프로모션
- BAT의 클럽 투어의 메인 아티스트
- Tommy Jeans 패션쇼 공연 메인 아티스트
- 어린이 보호재단 수호천사장
- 산업자원부 에너지 절약 공익광고 모델
- 2005년 Heineken Thirst 홍보 대사
- 2005년 경기도 방문의 해 홍보 대사
- 온라인 힙훕 게임 Free Style 음악 제작
- NHK 라디오 프로그램 테마 음악 제작
- Hiphop the Vibe를 비롯한 다수의 케이블 방송 VJ.
- 패션 브랜드 Blood Brovas를 운영.

## 이슈

### 디스곡

#### Prouser로부터의 디스
2001년 2월 Prouser는 "Fuck Joosuc"이란 곡을 통해 주석을 디스하였다.
진실을 향한 구보라는 위선장막 뒤에
감춰진 아부뇌동, 허튼소리의 반복속에 있는채
말도 안되는 몇마디 말들을
주저리 주저리 늘어놓는 비트 속에 감춰진 가식 - Prouser "Fuck Joosuc"
Prouser는 7인조이나 이 곡에 참여한 것은 JESS, 사경, 흔적 세 명이었다. 주석의 공식적인 반응은 없었던 것으로 보인다. 이후 Prouser는 2003년에 나온 자신들의 앨범에서도 "진짜 리스너들은 다 주석 욕해"라는 가사 등 변치 않은 입장을 보여주었다.

#### Masta Wu로부터의 디스
2004년경 Masta Wu는 "Move Man"이란 곡을 통해 드렁큰 타이거와 주석을 디스하였다.
주석 you suck 이번엔 네 차례 똑바로 줄 서
열린 입이라고 막 지껄이는 너와 네 친구들은 우스워 - Masta Wu "Move Man"
이 곡은 공개가 되지 않다가 2006년 말에 DCTribe를 통해서 갑자기 제한적으로 공개가 되었다. 이 곡은 얼마 지나지 않아 유포가 되었고, 곧이어 언론에서도 이 일을 다루었다. 가사는 1절과 2절에서 드렁큰 타이거를, 3절에서 주석을 욕하고 있으며, 3절에서 "첫 번째도 힙(합), 두 번째도 힙(합), 세 번째도 힙하면 땡이야" 등의 가사에서 주석의 대표곡 "힙합뮤직"을 비꼬고 있다. Masta Wu는 2004년경 철없이 만든 노래라고 밝혔으나 힙합뮤직은 2005년에 발표된 노래여서 누리꾼들 사이에서는 Masta Wu가 처음 만든 버전에서 불만을 버리지 않고 후에 수정한 곡이라는 설이 퍼졌다. 이후, 곡이 발표된 지 얼마 지나지 않았을 즈음에 Masta Wu가 드렁큰 타이거와는 만나서 화해했었다는 기사가 떴으나 주석과의 관계는 언급이 없어 궁금증만 증폭시켰다.

### 불화

#### Leo Kekoa와의 불화
주석이 속해 있던 크루 822는 2001년경에 갑자기 해체되었다. 이들의 해체는 먼저 인터넷에 올라온 주석의 글로 시작하였는데, 그 글은 같은 822의 멤버 Leo Kekoa를 겨냥하여, "자신 덕에 Ill Skillz가 떴는데 너무 은혜를 모르고 행동하는 것 같다"라는 내용이었다. 수일 후 Leo Kekoa도 반격해서 "행동이 남자답지 못하니 제발 떳떳하게 굴어라"는 식의 반격 글을 올렸다. 또 그의 글에는 "Red-Roc과 Miniman도 당신에게 감정이 남아있다"라는 언급을 하여 매니아들의 궁금증을 증폭시키기도 하였다. 시간이 많이 지나 그들의 감정은 점차 풀어졌고, 2005년 힙합플레이야 인터넷 라디오에 출연한 Leo Kekoa는 자신이 주석과 싸이월드 일촌이라는 언급을 하면서 둘의 사이에 문제가 없음을 시사한 바 있다.

#### Tiger JK와의 불화
2005년 9월, 주석은 본인의 싸이월드 홈페이지에 "Tiger JK가 자신을 싫어해서 일부러 피하기만 하고 있고, 그건 이미 4~5년은 된 감정이며, 그것 때문에 라디오에도 "주석 출연하면 나 안 출연해"라고 하기도 했고, D.O. 앨범에 Movement 참여를 막았다"라는 내용의 글을 올렸다. 이는 D.O. 앨범에 Epik High를 제외하고는 Movement 크루가 하나도 참여를 안 해서 MP와 Movement 사이의 갈등설이 제기된 시기에 올라온 글이어서 상당한 반응을 야기하였다. 특히 D.O. 앨범과 주석 앨범에 참여한 Epik High를 Tiger JK가 심하게 혼냈다는 말도 주석의 글에 언급되어 있어, Epik High가 Movement에서 따돌림을 받는다는 소문도 돌았다. 이 사건이 터진 후 개리가 주석을 질책하는 글도 올라왔고, Tablo도 자신의 심경을 토로하는 글을 적었고, 그와 함께 Epik High와 다이나믹 듀오의 사이가 틀어진 적이 있었지만 이젠 풀어졌다는 것도 밝혀지기도 하였다. 결국 당사자들끼리 만나서 화해를 하였다고 주석이 싸이를 통해 밝혔으나, 이 사건의 파장은 상당히 오래 갔으며 지면상으로도 소개되는 등 큰 이슈가 되었다.

### 그 외

#### 표절 시비 사건
2002년 9월 Snoop Dogg이 총 프로듀싱을 맡은 Snoop Dogg Presents: The Doggy Style All Stars Welcome to tha House Vol.1의 수록곡이었던 Hey You는 주석의 2집에 수록되어있던 개전 2002와 표절 시비가 붙은 적이 있다. 처음에는 주석이 Snoop Dogg 측의 곡을 표절한 것이라고 소문이 퍼졌으나, 주석 2집이 Snoop Dogg 앨범보다 두 달 일찍 발매된 것이 알려지면서 상황은 반대로 돌아갔다. Master Plan 측에서는 표절일 경우 강경하게 대응하겠다는 입장을 밝히기도 하였다. 하지만 얼마 지나지 않아 이 두 곡은 단지 같은 곡(The Moments - What's Your Name)을 샘플링한 것이었다는 게 밝혀지면서 이슈는 일단락되었다. 하지만 Master Plan이, 주석이 샘플링 작업을 한 것을 모르지 않을텐데 왜 과잉 반응을 했냐는 데에 대해서는, 이슈거리를 만들어 주석 2집을 돋보이게 하려는 게 아니었으냐는 소문이 퍼지기도 하였다.

#### This Is Diss
2004년 6월 발표된 디기리의 첫 번째 앨범에, 주석은 "This Is Diss"란 곡으로 참여하였다. 이 곡에서 그는 "우선 이 노래를 mp3로 듣는 개새끼들/나와 디기리가 애써가며 만든 이 애새끼를/태어나자마자 깨어나자마자 죽이려고?/더이상 듣지말고 꺼 어딜 계속 들으려고"라는 강하고 직설적인 가사로 MP3 불법 유저들을 비판하였다. 디기리의 앨범이 출시된 후, 이 곡은 MP3 유저들에게서 강한 비난을 받았는데, 그 비난은 엉뚱하게도 주석이 아닌 디기리에게 향해, 수많은 안티팬들이 만들어지기도 했다. 주석은 이후 다음 카페를 통해 해명글을 발표하였으나 비난은 쉽게 수그러들지 않았다.

#### 트위터 독설 사건
2010년 10월 2일 주석은 자신의 트위터에 '그놈'이라고 지칭하는 사람을 원색적으로 비난하는 글을 두 차례에 걸쳐 썼다. 이 글은 타블로 학위논란에 대한 내용을 다룬 MBC 스페셜 방송이 끝난 직후 올라온 것이었으며, "이미 개XX인 걸 알아버린 사람이라 꼴배기싫다" "그새끼도 이미지메이킹 잘한다" 등의 표현에, 대상에게 '거짓말 좀 하지 말라'라고 충고하면서 마무리하여, 누리꾼들에게 이 글이 타블로를 향한 것임을 확신하게끔 하였다.
논란이 커지자 주석은 다시 트위터를 통해 "난 그 누구라고 말한 적도 없고, 내 개인적인 트윗을 했을 뿐인데 참 당황스럽다"라는 입장을 밝혔다.

#### 음주 운전 불구속 입건
2013년 11월 4일 새벽 1시 주석은 서울특별시 마포구 합정동에서 만취 상태로 SUV 차량을 운전하던 중 음주단속 중이던 경찰에 적발됐다. 음주측정 결과 주석의 혈중알콜농도는 0.115%였으며 면허취소수치를 훨씬 넘긴 것으로 드러났다.

## 이름
- 데뷔 시 사용했던 Warren이란 이름은 Warren G의 이름에서 따온 것으로, 그의 하이텔 ID인 WARRENg에서 이어진 것이다. 이 이름은 "내가 누구지?"에 잠깐 언급이 되나, 그 곡 발표 시부터 주석은 그 이름을 버린 상태이다.
- JC는 주석을 영어로 표기한 Joosuc에서 첫 글자와 마지막 글자를 딴 것으로, 그의 이름을 줄인 이름으로 자주 사용된다.
- Manfromist는 '동쪽에서 온 남자(Man from East)'를 한 단어로 만든 것으로, 그의 프로듀서 이름으로 사용되며, 해외 진출을 염두에 지었다고 한다.

## 스타일

### 변화 전
그가 활동을 시작한 초기에는 스타일이 정립돼 있지 않았으나, 점차 "파괴의 미학"으로 대표되는 쉽게 이해되지 않는 난해한 가사가 그의 스타일이 되었다. 즉, 그의 가사는 "정상을 향한 독주"와 같은 편한 곡에도 '천의무봉' 등의 사자성어가 따랐으며, 이는 당시 Master Plan 아티스트들의 트렌드이기도 하였다. 한편 그는 단어의 중간을 잘라서 라임을 이루는 스타일을 사용하여 새로운 라임의 기술을 선보이기도 하였으나, 한국어 단어를 왜곡하여 사용한다는 비판을 받기도 하였다. 그의 라임 사용의 예는 아래와 같다.
간밤에/ 지난 밤에/
물줄기처럼 흘러내리는 유성을 잡아낸 나의 카메/라 - "파괴의 미학"
인간 누구에게나 성공에 필/
수조건인 흔들림 없는 목표의식/ - "정상을 향한 독주"
이러한 스타일은 그가 첫 번째 정규 앨범을 발표할 때까지 이어졌다.

### 변화 후
두 번째 앨범에서 과도기를 겪은 후 세 번째 앨범을 발표할 때 정립된 그의 새로운 스타일은, Timbaland 혹은 NERD, Just Blaze 등으로 대표되는 미국의 메인스트림적인 사운드의 프로듀싱을 대표로 한다. 이 변화는 일견으로는 "가요 같아졌다"는 비난을 이끌어내기도 하였다. 한편 그의 랩 스타일도 변화하여, 단어의 중간을 끊는 라임 스타일이 사라진 한편, 플로우는 속도의 면에 있어 변화하였다. 라임의 경우엔 대체로 호응이 있었으나 플로우의 경우에는 "숨이 차보인다"는 비난이 있었다.
5집 발매 후 인터뷰에서 주석은 메인스트림적으로 변한 자신의 스타일에 대해 "애초에 유행에 좀 민감한 편이고, 약간은 마이너 한 것들에 대해서 크게 관심을 가지고 그런 스타일이 아니"라며, "미국의 흐름에 맞추려고 하는게 당연한 것"이라고 설명하였다. 또, 팝적이지 않은 자신의 이전 스타일 랩은 프로젝트성 앨범이나 믹스테입으로 해봐야겠다는 생각도 하고 있다고 말하였다.

## 취미
그는 K리그의 서울 이랜드와 프리미어리그 맨체스터 시티를 좋아하는 것으로 알려져 있다.